# نارغون حسن (مقاطعة تشرام)
نارغون حسن (بالفارسية: نارگون حسن) هي قرية تقع في قسم بشتة ذيلايي الريفي (مقاطعة تشرام) في إيران. يقدر عدد سكانها بـ 26 نسمة بحسب إحصاء 2016.